# Єгоркино (Магарінське сільське поселення)
Єго́ркино (рос. Егоркино, чув. Егоркино) — присілок у складі Шумерлинського району Чувашії, Росія. Входить до складу Магарінського сільського поселення.
Населення — 36 осіб (2010; 40 у 2002).
Національний склад:
- чуваші — 100 %